# Inis na Bró
Inis na Bró (en anglès Inishnabro) és una de les Illes Blasket, al comtat de Kerry, a la província de Munster. Està separada d'Inishvickillane per un estret de 200 metres i té una alçària màxima de 175 metres.
En 1973 l'estatunidenc pioner del comerç espacial Gary Hudson proposà usar Inis na Bró com a lloc de llançament del nou sistema de coets. La seva proposta no es va fer pública fins al 2003, quan es van fer públics els arxius del govern irlandès després dels 30 anys que estableix la llei.